# Сорокина, Ксения Валерьевна
Сорокина, Ксения Валерьевна  — художник, автор перформансов, график.

## Биография
Родилась 4 ноября 1986 года в Волгограде. Родители — Валерий Сорокин, художник, мать -Татьяна Сорокина, архитектор.
Окончила Астраханское художественное училище (2001—2005). В 2009 год переехала в Москву. Училась на факультете сценографии РАТИ-ГИТИС (2009—2014) и на режиссёрском факультете Школы-Студии МХАТ им. Чехова (2008—2009).
Окончила Институт проблем современного искусства (2010—2011). В своей художественной практике обращается к перформансу, различным медиа и способам документации: фото и видео, тексты и рисунки. Также работает над офортом и другими видами печатной графики. В творчестве исследует основания личной и гендерной идентичности, коммуникативные возможности тела и поведение человека в современном обществе. К предмету творческих интересов Сорокиной, по собственному признанию, относятся "вопросы деколонизации, преодоления пресуппозиций, неофициальное, антинаучное знание, абсурд.
Дебютная персональная выставка в Москве состоялась на площадке «Старт» в ЦСИ «Винзавод» в 2010 году. Представленный публике проект «9 женщин» объединил видеодокументацию перформансов, в которых художница «обозначает границы современных представлений о женском и женской идентичности, основанные на медийных клише и подсознательных стереотипах фемининности». С 2010 года Сорокина активно работает в столице, посещает зарубежные арт-резиденции, реализует несколько творческих проектов в Италии: «Энциклопедия Чудес / Enchiclopedia die Miracoli» (Bibo’s Place, Todi, Умбрия, 2015) и «Словарь Гуль Муллы» (Фонд Мастроянни, Рим, 2015). Последний был представлен в Москве как вторая персональная выставка (Музей Вадима Сидура, 2015-16, Москва).
Участвовала в групповых выставках в России и за рубежом, среди которых Биеннале современного искусства в Оджионо, Пьемонт, и «Шоссе Энтузиастов» в палаццо Тре Очи — параллельный проект Архитектурной биеннале в Венеции 2012 года. Участник специального проекта 5-й Московской биеналле современного искусства «0 performance — the fragile beauty of crisis».
Практикует творческие коллаборации: в 2013—2014 гг. входила в состав группы «Потрясающие курочки» (совместно с Марией Агуреевой и Викторией Марченковой), в которой, как и в индивидуальном творчестве, работала с образами жертвенной и агрессивно-сексуальной феминности.
В 2013 году стала одним из победителей и стипендиатов программы поддержки молодых российских художников, организованной музеем современного искусства «Гараж».
Живет и работает в Москве.

## Персональные выставки
- La Tromba dei Gul Mulla/Словарь Гуль Муллы, Фонд Умберто Мастроянни, Рим, 2015/Музей Вадима Сидура, Москва, 2015-16
- Энциклопедия Чудес. Bibo’s Place, Todi, Умбрия, Италия, 2015
- Пир, перформанс, White gallery, ЦСИ Винзавод, Москва, 2011
- Девять женщин, ЦСИ Винзавод, проект «Старт», Москва, 2010

## Групповые выставки
- Мода для птиц, отель Lancaster, Париж, Франция, 2017
- "S.U.P.E.R."Bibo’s Place, Todi, Умбрия, Италия, 2017
- Симпозиум PINGPONG, галерея KREIS, Germanisches Nationalmusum, Нюренберг, Германия, 2016
- Потрясающие курочки. If You Wanna Be My Future Forget My Past. Галерея Random, Москва, 2014
- 0 performance — the fragile beauty of crisis, 5-я Московская биеналле современного искусства, ЦВЗ Манеж, Москва, 2013
- В садах, Ботанический сад МГУ «Аптекарский огород», Москва, 2013
- «Кажется, здесь чего-то не хватает», ЦСИ Винзавод, Москва, 2013
- Этика в действии, конференция, Центр современной культуры «Гараж», Москва, 2013
- «11», выставка победителей программы поддержки молодых российских художников Центра современной культуры «Гараж» в рамках платформы Project Space, Москва,2014
- Живой музей перформанса, ТЦ Европа, Воронеж, 2010
- Открытая сцена, Москва; Квартирная выставка «Фреска», 2010
- «Санаторий Искусств», ГТГ, Москва, 2010
- «Интимный Капитал», ММСИ, Москва, 2010
- «Редкие Виды»; II Московская биеннале молодого искусства «Стой! Кто идет?», Москва, 2010
- «Новый Формализм» в музее городской скульптуры, Санкт-Петербург; 2010
- «На Районе», галерея на Солянке, Москва, 2010
- «Невыносимая Свобода Творчества», ВДНХ, Москва, 2010.

## Награды
- Премия «Золотая маска» в номинации «лучшая работа художника по костюмам» (2022 год) — за спектакль «Финист Ясный Сокол»[1]. Передала свою премию в дар художнице Саше Скочиленко, арестованной за протестную акцию в связи с российским вторжением в Украину[2].